# Furore
Furore är en ort och kommun i provinsen Salerno i regionen Kampanien i Italien. Kommunen hade 756 invånare (2017).